# Fernando Yáñez de la Almedina
Pour les articles homonymes, voir Yáñez.
Fernando ou Hernando Yáñez de la Almedina est un peintre espagnol, né à Almedina probablement vers 1475 et mort à Almedina en 1537. Il a été actif entre 1506 et 1531.
C'est un des peintres les plus importants du début de la Renaissance en Espagne, ayant travaillé à Valence et en Nouvelle-Castille.

## Biographie

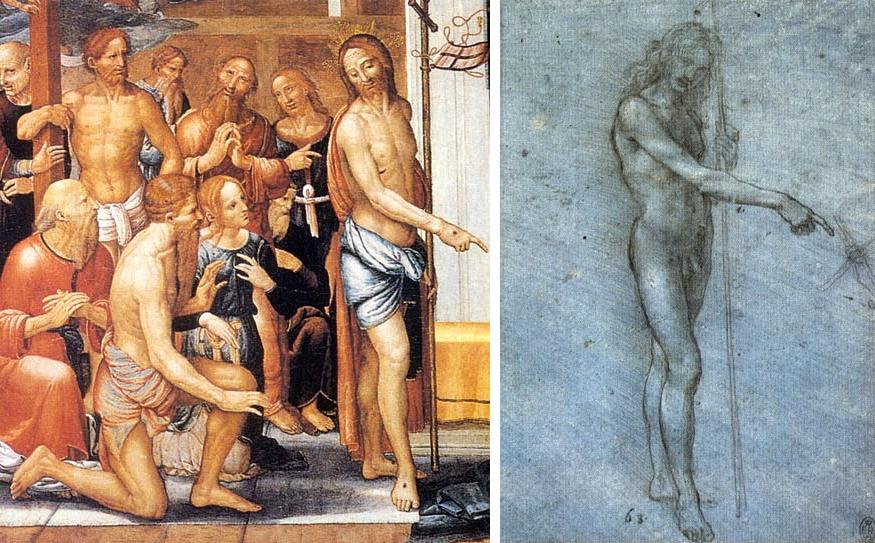
Comparaison entre le dessin de Léonard de Vinci représentant saint Jean-Baptiste et le tableau de Fernando Yáñez de la Almedina, le Christ ressuscité présentant la Vierge aux saints pères des Limbes

Il est d'origine morisque. Pendant les trente premières années de sa vie, on en est réduit aux conjectures car le premier document sûr le concernant date de 1506 avec le contrat pour la réalisation d'un retable dédicacé aux saints Cosme et Damien pour la cathédrale de Valence dont il ne reste qu'une Pietà. Il est revenu d'Italie cette année-là. Il avait été se former dans l'art de Léonard de Vinci. Il est peut-être « Ferrando Spagnolo dipintore » qui collaborait en 1505 avec Léonard de Vinci pour la réalisation de La Bataille d'Anghiari[réf. nécessaire], bien que ce puisse être Hernando de los Llanos.

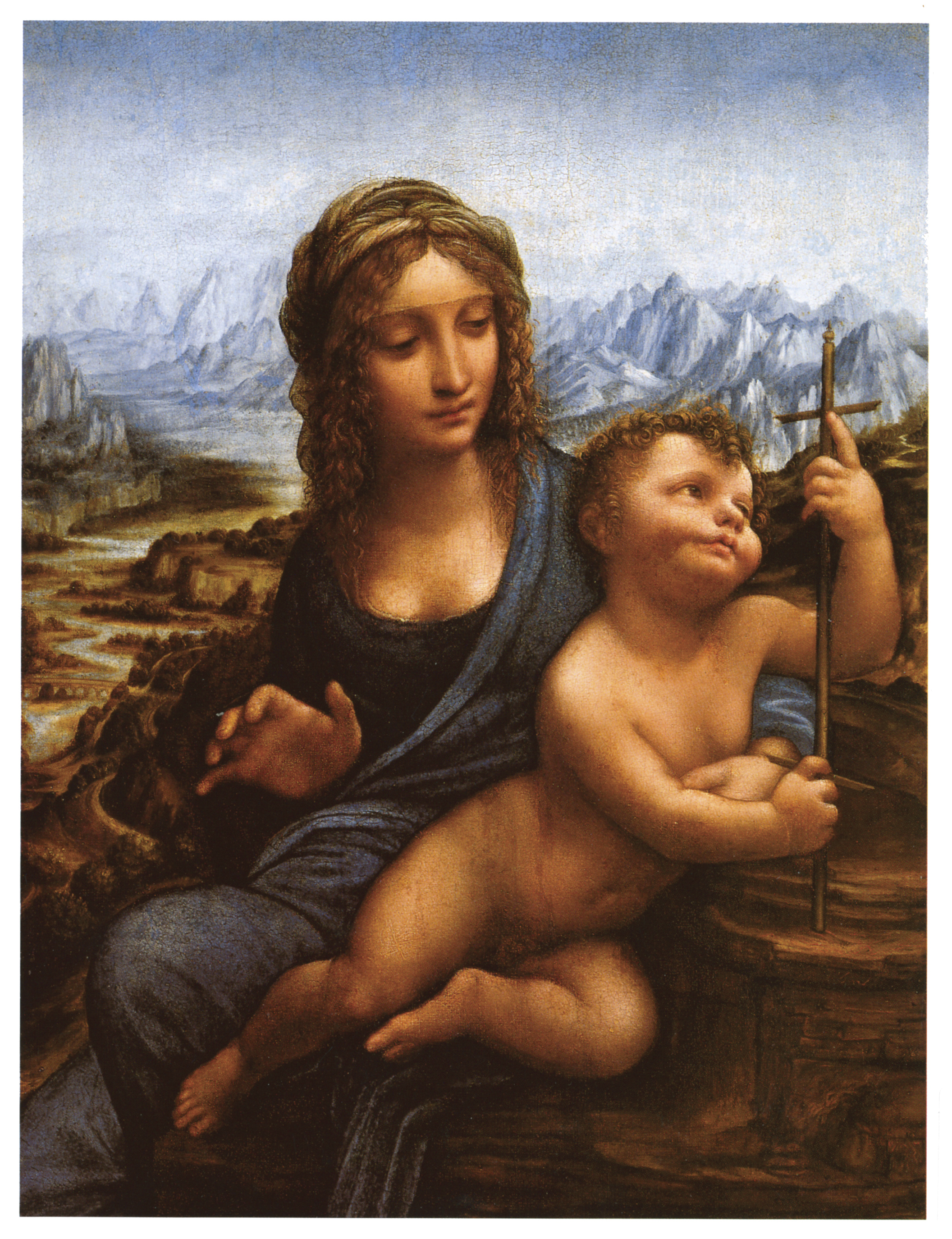
Copie d'après Léonard de Vinci La Madone aux fuseaux[1] Collection privée
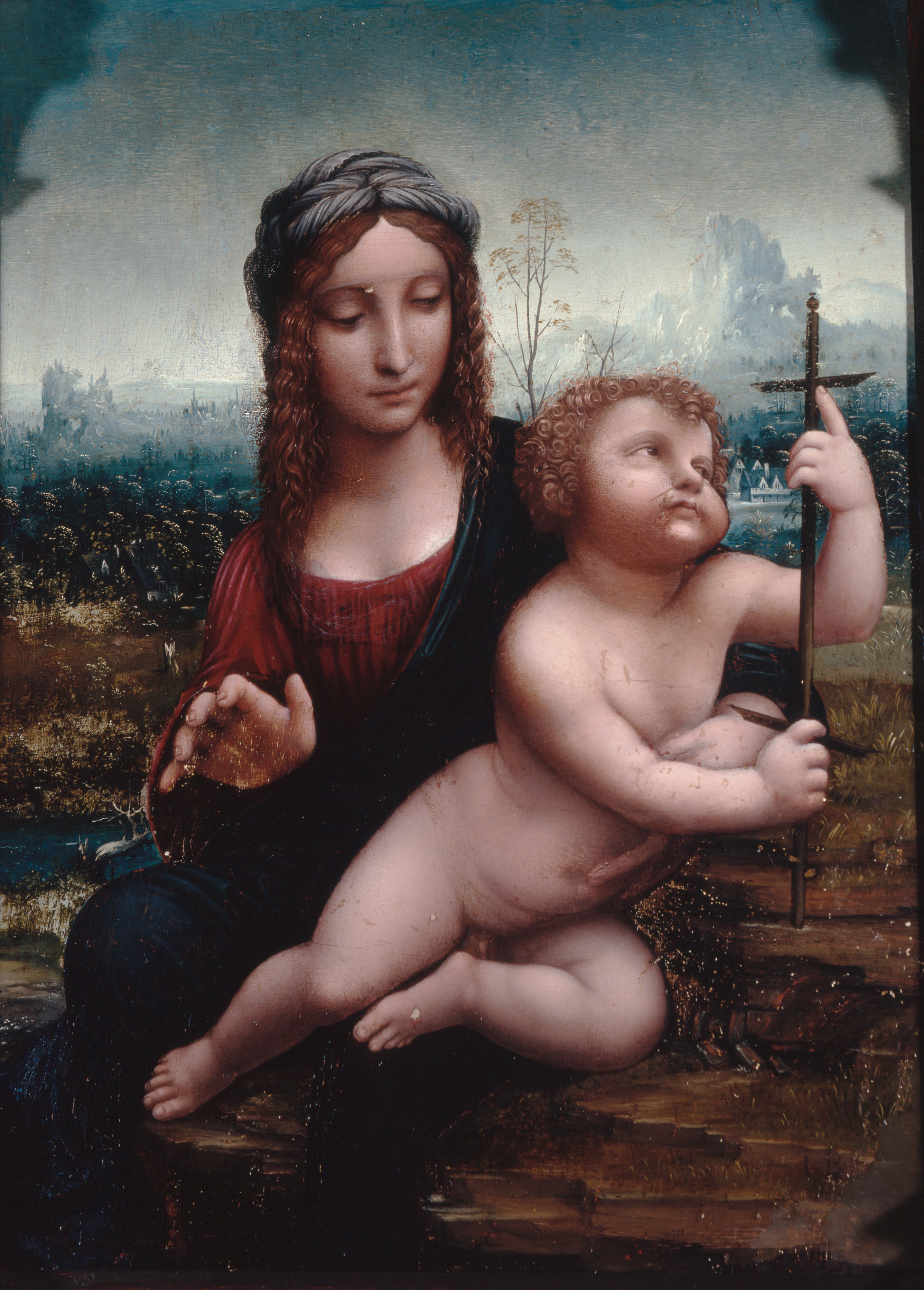
Atelier de Léonard de Vinci La Madone aux fuseaux
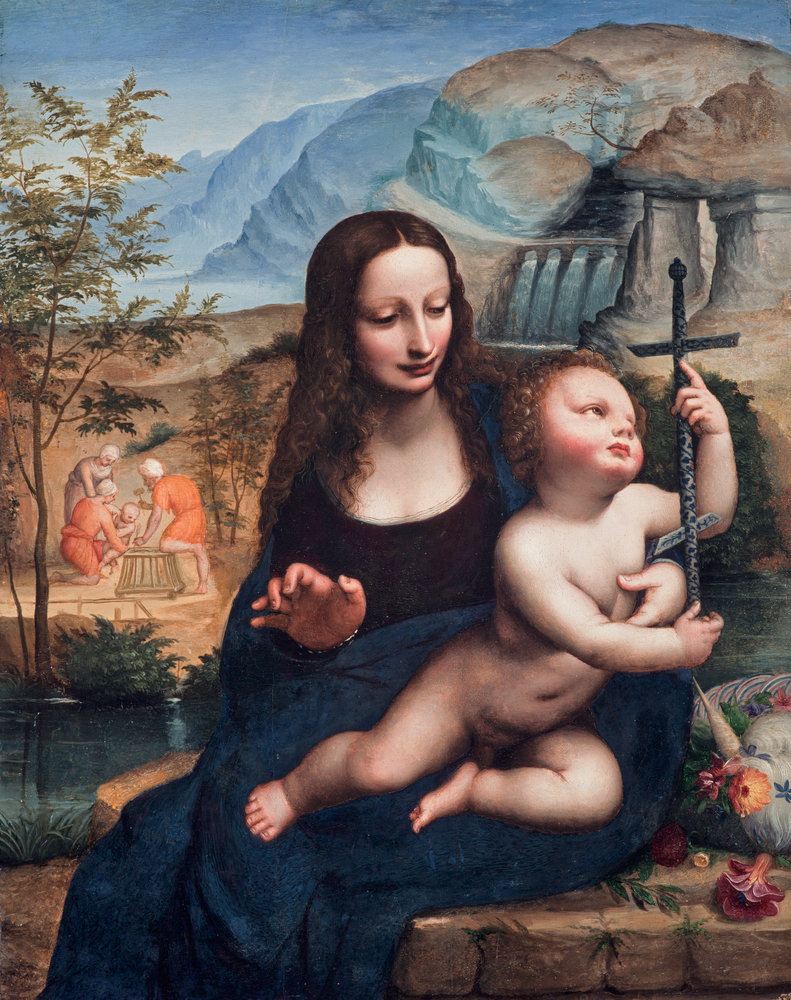
Attr. Fernando Yáñez Vierge à l'Enfant ou Madone au fuseau National Gallery of Scotland

### Entre 1507 et 1518: Valence et Barcelone
Entre 1507 et 1518, il est à Valence avec un séjour d'un an, en 1515, à Barcelone.
En 1507, après son retour en Espagne, il a été chargé de la réalisation du retable du maître-autel de la cathédrale de Valence où il a collaboré avec Hernando de los Llanos pour l'exécution des douze panneaux peints. Ce retable est surnommé retable de Los Hernandos à partir des prénoms des deux peintres, Hernando ou Fernando. Le contrat est daté du 1er mars 1507 qui stipule les matériaux à utiliser. Le retable est terminé en 1510.

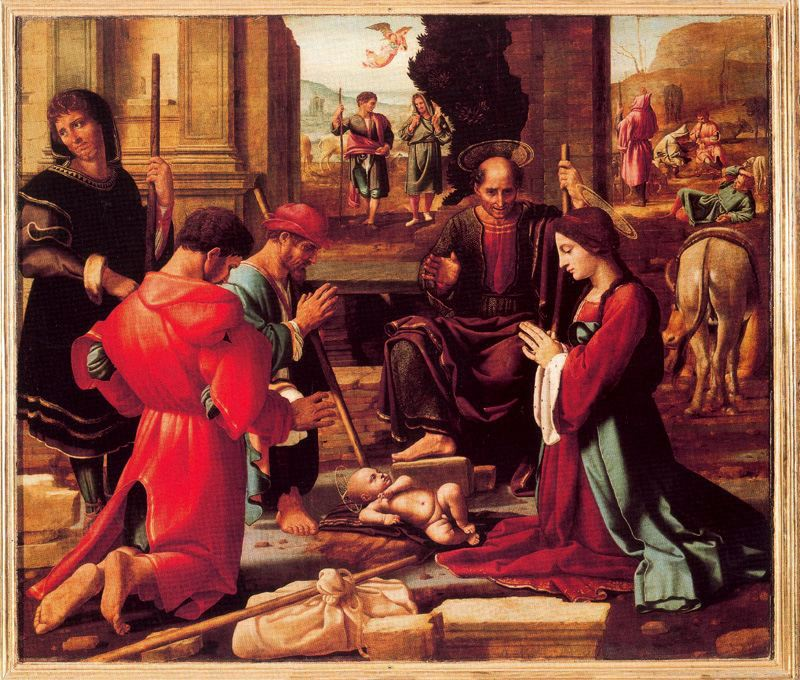
Adoration des bergers
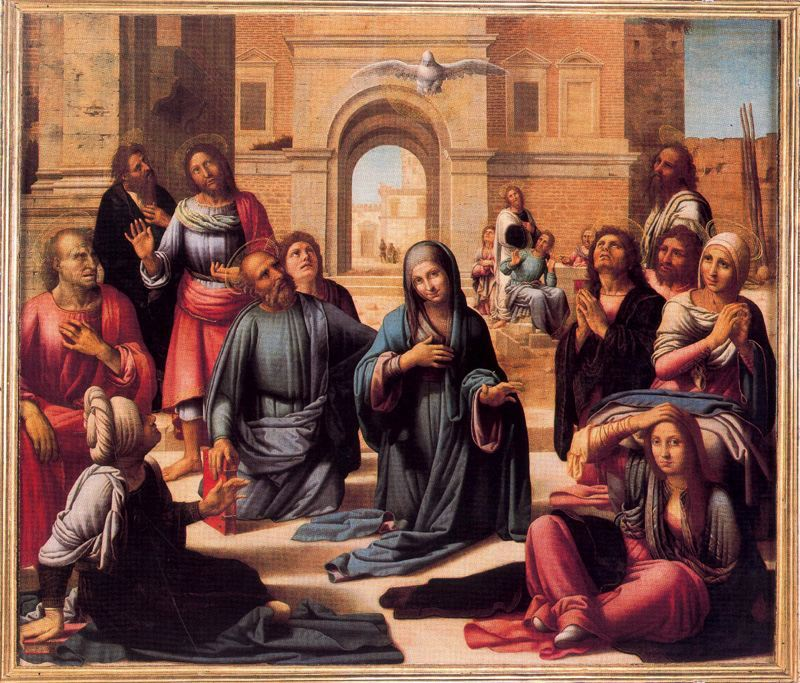
La Pentecôte
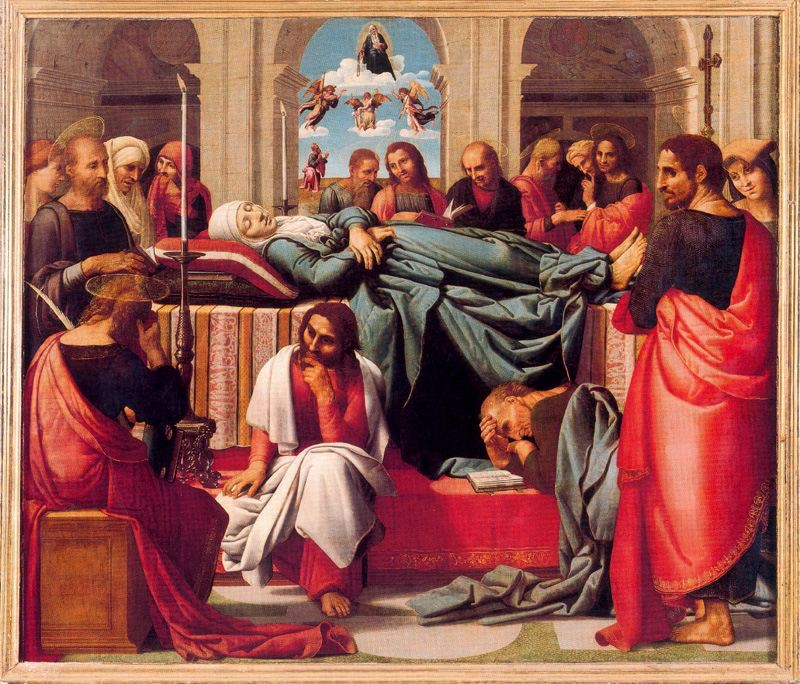
Mort de la Vierge

Depuis 1510 il est domicilié dans la paroisse de Saint-André, à Valence. Entre 1511 et 1514 il est embauché pour la réalisation du grand orgue de la cathédrale de Valence. En 1515 il fait un bref passage à Barcelone puis revient à Valence pour travailler sur le petit orgue de la cathédrale.

### Entre 1518 et 1525: Almedina
Entre 1518 et 1521 il est de retour dans sa ville d'origine où on le désigne comme « Hernandiañez ». De cette période datent les tableaux Saint Damien du musée du Prado, et la Sainte Famille, de la collection Grether, signé Hernandiañez, 1523.

### Entre 1525 et 1531: Cuenca
En 1525 il est à Cuenca où il réalise le retable de la Crucifixion pour la chapelle de los Caballeros de la cathédrale.

### Entre 1532 et 1537: Almedina
Yañez avait quatre enfants et on peut avoir des documents sur sa présence à Almedina jusqu'en 1537.
Un document du 18 mai 1532 le nomme comme parrain dans un acte de baptême à Almedina. Le dernier document le concernant est daté du 10 octobre 1537.

## Œuvres

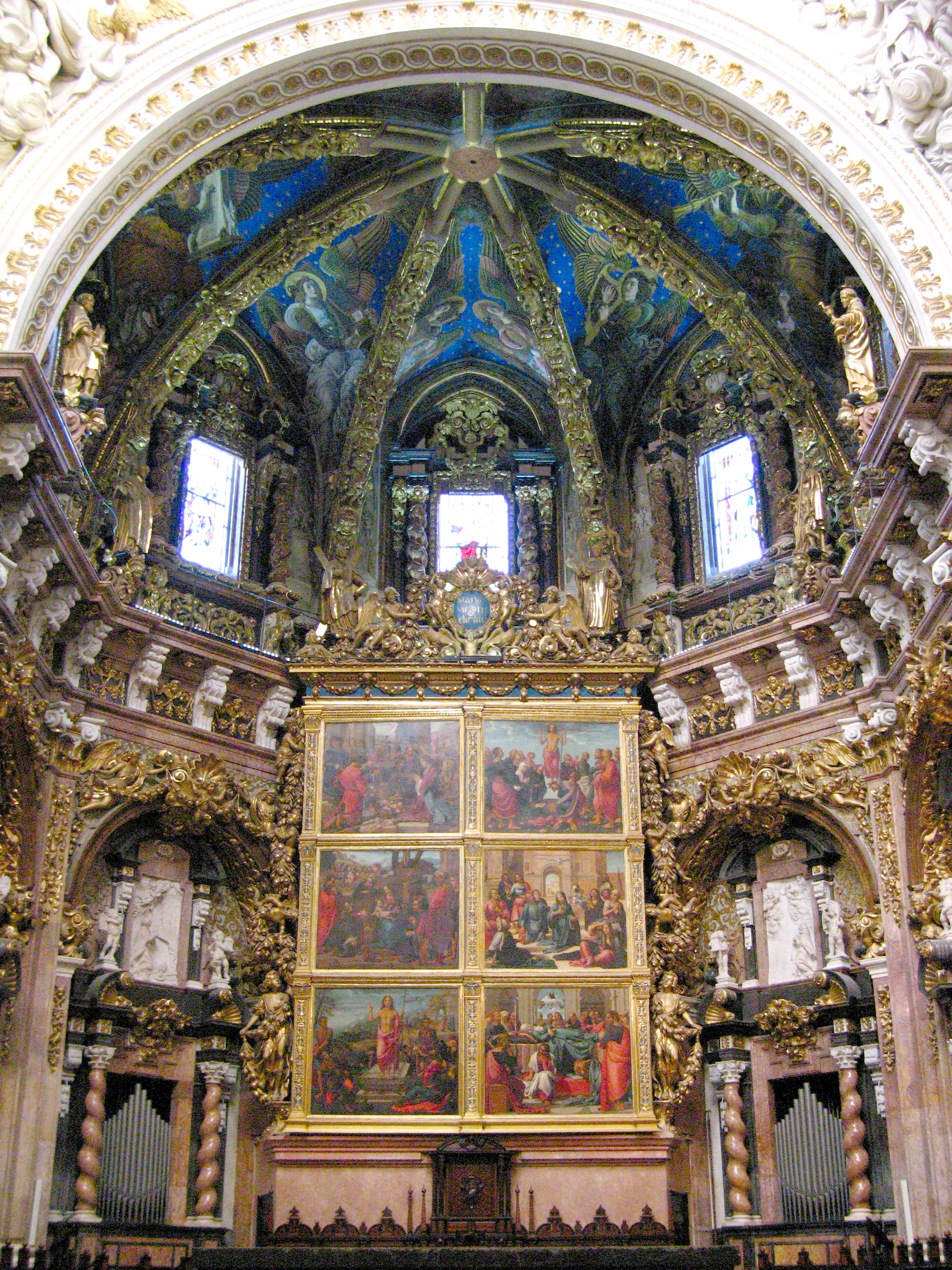
Retable du maître-autel de la cathédrale de Valence réalisé par Hernando Yáñez de la Almedina et Hernando de los Llanos

- Saint Cosme, cathédrale de Valence.
- Pietà, cathédrale de Valence.
- La Visitation, retable du maître-autel de la cathédrale de Valence.
- Adoration des bergers, retable du maître-autel de la cathédrale de Valence.
- Rencontre de saint Joachim et sainte Anne à la porte Dorée, retable du maître-autel de la cathédrale de Valence.
- Pentecôte, retable du maître-autel de la cathédrale de Valence.
- Nativité de Marie, retable du maître-autel de la cathédrale de Valence.
- Présentation de Marie au Temple, retable du maître-autel de la cathédrale de Valence.
- Mort de la Vierge, retable du maître-autel de la cathédrale de Valence.
- Jugement dernier, collection de Bartolomé March, Palma de Majorque.
- Sainte Catherine d'Alexandrie, musée du Prado, Madrid[2].
- Présentation de Jésus au Temple, musée diocésain, Cuenca.
- Saint Antoine et saint Vicent Ferrer, musée des beaux-arts, Valence.
- Prière dans le verger, collection privée.
- Saint Michel et saint Jérôme, collection privée.
- Saint Damien, musée du Prado, Madrid.
- Sainte Anne, la Vierge, sainte Isabelle, saint Jean et l'Enfant Jésus, musée du Prado, Madrid.
- Vierge à l'Enfant ou Madone au fuseau, musée du Prado, Madrid
- Le Christ ressuscité présentant Marie aux saints pères des Limbes, musée du Prado, Madrid.
- Saint Onofre, musée du Prado, Madrid.
- Saint François d'Assise, musée du Prado, Madrid.
- Épiphanie, cathédrale de Cuenca.
- Crucifixion, cathédrale de Cuenca.
- Visitation, cathédrale de Cuenca.
- Calvaire, collection privée
- Sainte Famille, collection Grether, Buenos Aires.
- Vierge à l'Enfant et saint Jean, National Gallery of Art, Washington[3].

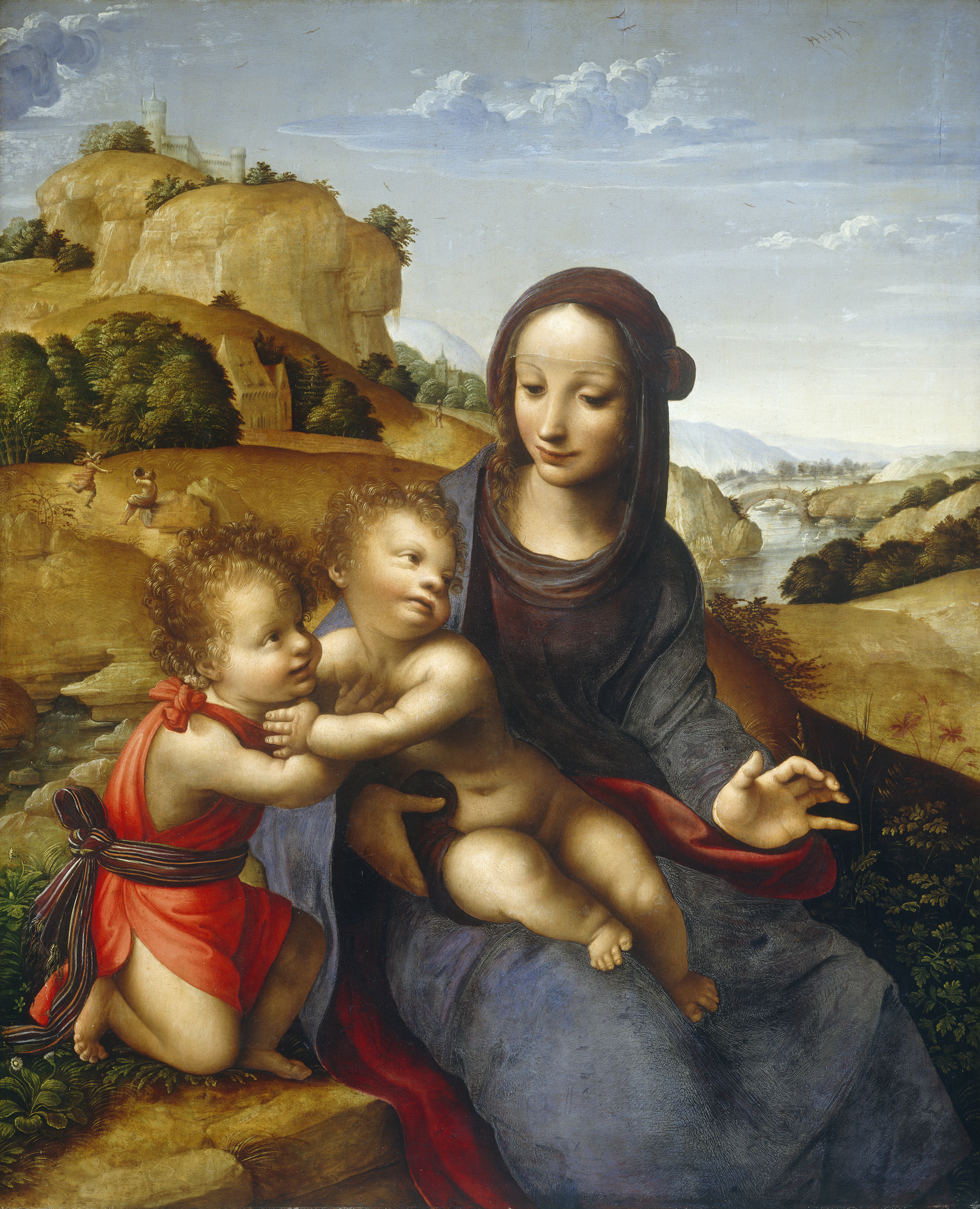
Vierge à l'Enfant avec saint Jean National Gallery of Art
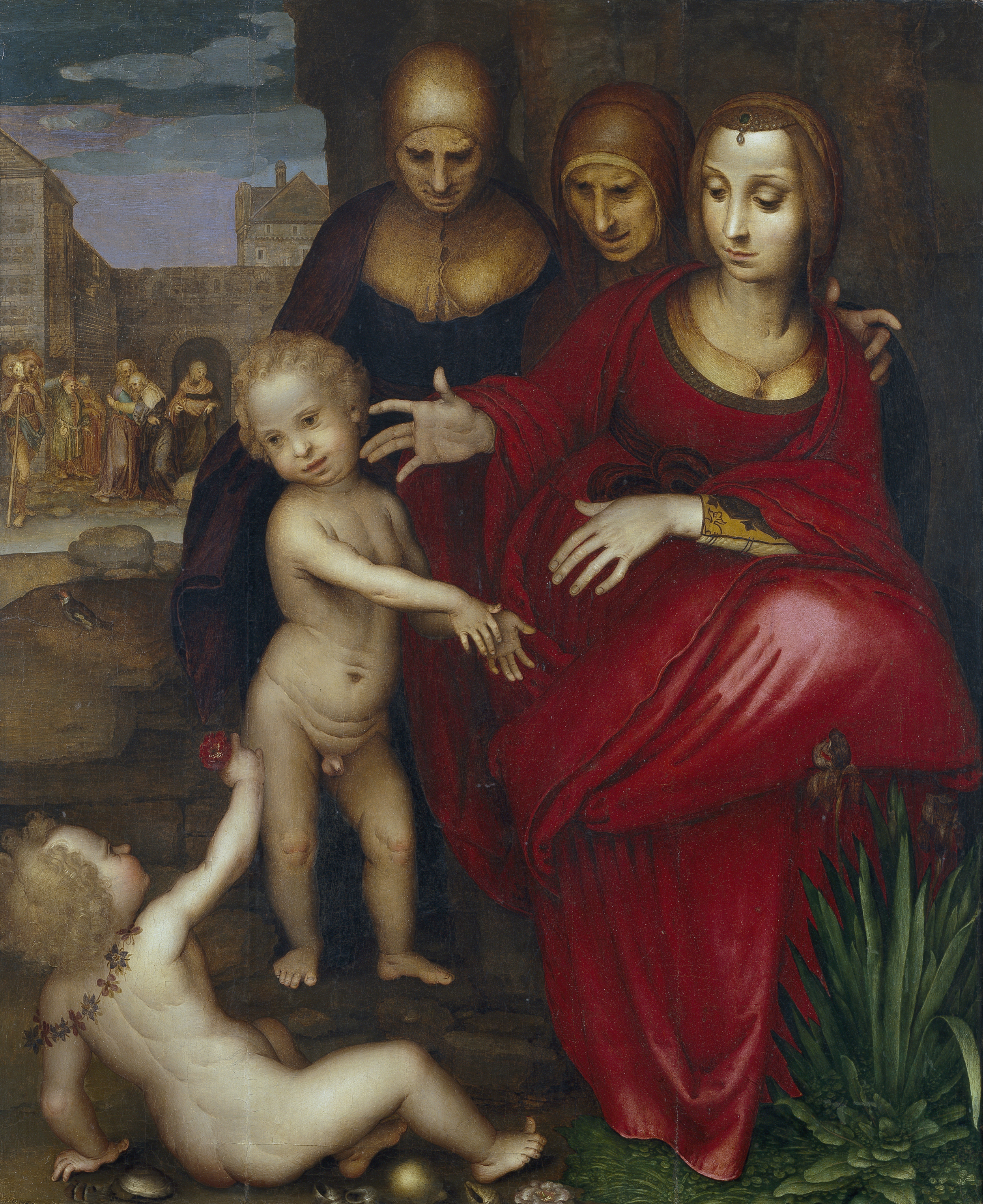
Vierge à l'Enfant, sainte Isabelle et saint Jean Musée du Prado
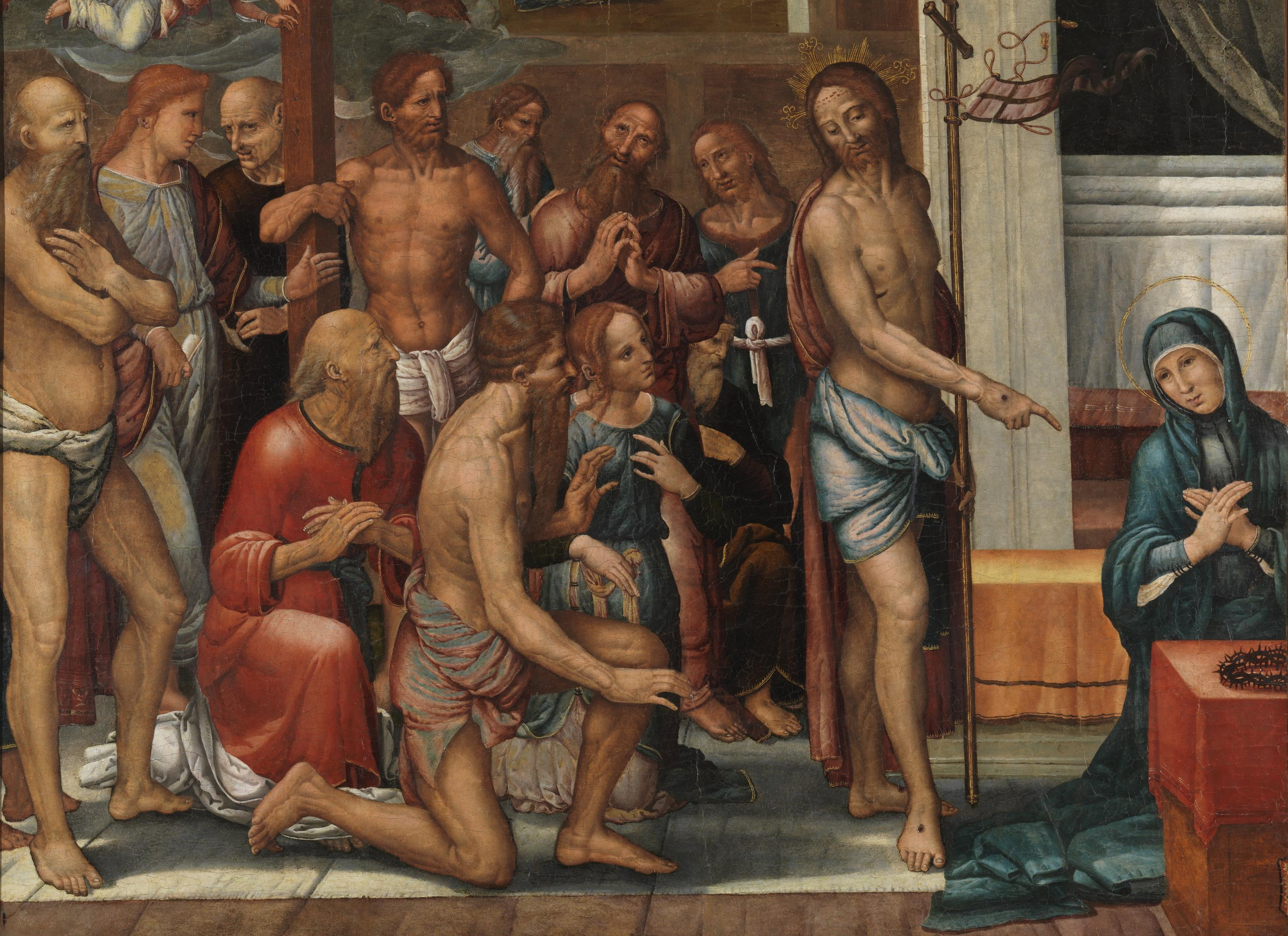
Le Christ ressuscité présentant la Vierge aux Pères des Limbes Musée du Prado
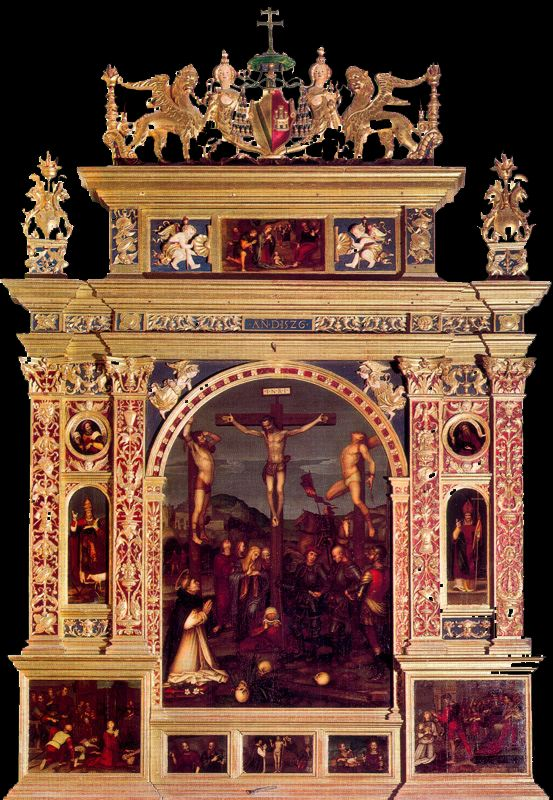
Retable de la Crucifixion Cathédrale de Cuenca